# Cortez Hankton
Cortez Hankton (20 de enero de 1981 en Nueva Orleans, Luisiana) es un jugador profesional de Fútbol americano y juega en la posición de wide receiver para Virginia Destroyers en la United Football League. Firmó su primer contrato como profesional con Jacksonville Jaguars como agente libre en 2003. Jugó como colegial en la Universidad Texas Southern.
Hankton también participó en Minnesota Vikings y Tampa Bay Buccaneers de la National Football League y de New York Sentinels y Florida Tuskers de la United Football League.

## Estadísticas en UFL
| Temporada | Equipo | Rec | YDS | Avg  | Lg | TD |
| --------- | ------ | --- | --- | ---- | -- | -- |
| 2009      | NYS    | 11  | 144 | 13.1 | 30 | 0  |